# تيبور بال
تيبور بال (بالمجرية: Pál Tibor)‏ (15 سبتمبر 1935 ببودابست في المجر - ) هو مدرب كرة قدم ولاعب كرة قدم مجري في مركز الهجوم، شارك في الألعاب الأولمبية الصيفية 1960. ولعب مع نادي سيبيل ‏.

## وصلات خارجية
- تيبور بال على موقع قاعدة بيانات كرة القدم.إي يو (الإنجليزية)
- تيبور بال على موقع ناشيونال فوتبول تيمز (الإنجليزية)
- تيبور بال على موقع عالم كرة القدم.نت (الإنجليزية)
- تيبور بال على موقع أوليمبيديا (الإنجليزية)
- تيبور بال على موقع اللجنة الأولمبية المجرية (الهنغارية)